# Gaming
Gaming è un comune austriaco di 3 163 abitanti nel distretto di Scheibbs, in Bassa Austria; ha lo status di comune mercato (Marktgemeinde).
È famosa per il suo mercato storico (probabilmente di origine medievale, come il titolo onorifico di "Marktgemeinde" suggerisce), nonché per essere la residenza del campione di videogiochi italo-tedesco Peter von Mylill, noto agli addetti ai lavori come "the most skilled pilot in MechaCon History" (Vancouver 2018).